# باکلان‌های سفید
باکلان‌های سفید (نام علمی: Leucocarbo) یک سرده از پرندگان خانوادهٔ باکلانان با اعضایی است که معمولاً با نام "باکلان چشم‌آبی"" هم شناخته می‌شوند. این یک گروه نزدیک به گونه‌های باکلان است. بسیاری از آنها یک حلقه آبی، بنفش یا سرخ در اطراف چشم دارند (نه عنبیه آبی). سایر ویژگی‌های مشترک پوشش زیرتنه سفید (حداقل در برخی افراد) و پاهای صورتی است.
آنها در اطراف بخش‌های سردتر نیمکره جنوبی، به ویژه در نزدیکی جنوب آمریکای جنوبی، قطب جنوب و نیوزیلند یافت می‌شوند. بسیاری از آنها بومی جزایر دورافتاده هستند. تعیین اینکه کدام گونه‌ها، گونه و کدام زیرگونه از کدام گونه بزرگ‌تر است، مشکل‌ساز است. مقامات مختلف اخیراً ۸ تا ۱۴ گونه را شناسایی کرده و آنها را در سرده‌های مختلف قرار داده‌اند. نام‌های رایج آنها حتی گیج‌کننده‌تر هستند، «انگار ردپاهای بی‌شماری در برف از روی هم می‌گذرند و به راحتی از هم جدا می‌شوند.» در اینجا برای اکثر گونه‌ها تنها یک نام مشترک داده شده است.
این سرده ۱۶ گونه دارد:
- باکلان صخره‌ای، Leucocarbo Magellanicus
- باکلان گوآنا، bougainvillii Leucocarbo
- باکلان جزیره بانتی، Leucocarbo ranfurlyi
- باکلان شاهی نیوزیلند یا باکلان صورت‌خشن، Leucocarbo carunculatus
- باکلان چاتهام، Leucocarbo onslowi
- باکلان جزیره استوارت، Leucocarbo chalconotus
- باکلان فوو، Leucocarbo stewarti
- باکلان اوکلند، Leucocarbo colensoi
- باکلان کمپبل، Leucocarbo campbelli
- باکلان شاهنشاهی یا باکلان چشم‌آبی، Leucocarbo atriceps
- باکلان جورجیای جنوبی، Leucocarbo georgianus
- باکلان کروزت، Leucocarbo melanogenis
- باکلان قطب جنوب، Leucocarbo bransfieldensis
- باکلان کرگولن، Leucocarbo verrucosus
- باکلان جزیره هرد، Leucocarbo nivalis
- باکلان مک‌کواری، Leucocarbo purpurascens

تصور می‌شود که Leucocarbo سردهٔ خواهری باکلان‌های بال‌کوچک است که بین ۶٫۷ تا ۸٫۰ میلیون سال پیش از آن جدا شد.